# 弗洛里亞尼貝格山 (普拉布奇山)

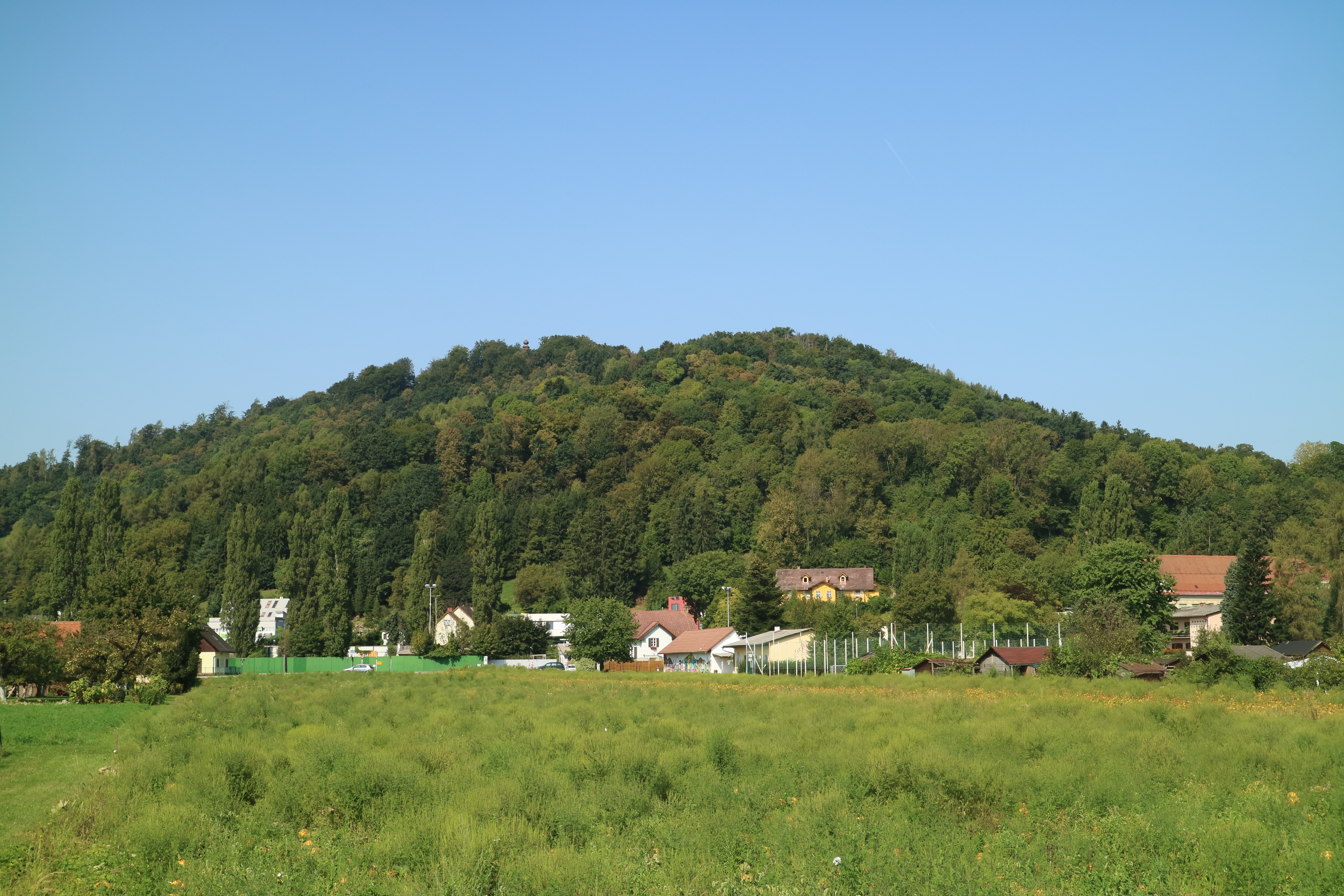

47°01′13″N 15°23′21″E / 47.0203417°N 15.3890670°E
弗洛里亞尼貝格山（德語：Florianiberg），是奧地利的山峰，位於該國東南部，由施泰爾馬克州負責管轄，屬於普拉布奇山的一部分，距離博克科格爾山1.5公里，海拔高度527米，山體由白雲岩組成。